# Église Saint-Joseph de Nancy
Pour les articles homonymes, voir Église Saint-Joseph et Abbaye Saint-Joseph de Nancy.
L'église Saint-Joseph de Nancy est une église de style néo-roman bâtie au XIXe siècle et sise à Nancy, dans la rue de Mon-Désert.

## Histoire
Construite entre 1890 et 1905,, elle est due à l'architecte Léopold Amédée Hardy, avec une chaire et un mobilier dessinés par Eugène Vallin.

## Orgue
L'orgue de l'église, construit par Jean-Adam Dingler, est daté de 1758 et provient d'un autre édifice religieux. Son buffet, puis sa partie instrumentale, ont été classés monuments historiques au titre objet par, respectivement, des arrêtés du 22 juillet 1983 et du 10 septembre 1990.